# Shaken ’n’ Stirred
Shaken ’n’ Stirred — третий сольный альбом британского вокалиста Роберта Планта, выпущенный в 1985 году на лейбле Es Paranza.
Песня «Little by Little» продержалась две недели на первой позиции в чартах Mainstream Rock Tracks.
20 марта 2007 года компания Rhino Entertainment выпустила обновлённую версию альбома с одним бонус-треком.

## Список композиций
1. «Hip to Hoo» (Робби Блант, Роберт Плант, Ричи Хэйворд, Джезз Вудрофф) — 4:51
2. «Kallalou Kallalou» (Плант, Вудрофф) — 4:17
3. «Too Loud» (Блант, Плант, Хэйворд, Вудрофф) — 4:07
4. «Trouble Your Money» (Блант, Плант) — 4:14
5. «Pink and Black» (Блант, Плант, Хэйворд, Вудрофф) — 3:45
6. «Little by Little[англ.]» (Плант, Вудрофф) — 4:43
7. «Doo Doo a Do Do» (Блант, Плант) — 5:09
8. «Easily Lead» (Блант, Плант, Вудрофф) — 4:35
9. «Sixes and Sevens» (Блант, Плант, Вудрофф, Пол Мартинес) — 6:04

Бонус-трек к переизданию 2007 года

## Участники записи
- Роберт Плант — вокал, продюсер
- Робби Блант[англ.] — гитара, синтезаторная гитара
- Тони Хэллидэй — вокал
- Ричи Хэйворд[англ.] — ударные
- Пол Мартинес[англ.] — бас-гитара
- Джезз Вудрофф[англ.] — клавишные
- Бенджи Ле Февр — продюсер, инженер звукозаписи
- Тим Палмер[англ.] — продюсер, инженер звукозаписи

## Позиции в чартах
Album — Billboard (North America)
| Year | Chart             | Position |
| ---- | ----------------- | -------- |
| 1985 | The Billboard 200 | 20       |

Singles — Billboard (North America)
| Year | Single             | Chart                  | Position |
| ---- | ------------------ | ---------------------- | -------- |
| 1985 | «Little By Little» | Mainstream Rock Tracks | 1        |
| 1985 | «Little By Little» | The Billboard Hot 100  | 36       |
| 1985 | «Sixes and Sevens» | Mainstream Rock Tracks | 18       |